# Phyllanthus acidus
La grosella estrellada, averrhoa trébol (por su apariencia al observar su corte transversalmente), acerolo o grosella de Taití (Phyllanthus acidus) es un arbusto de la familia de las filantáceas, originaria del sur de Asia o de Madagascar y actualmente cultivada en diferentes regiones tropicales de Asia, Polinesia y América.

## Descripción

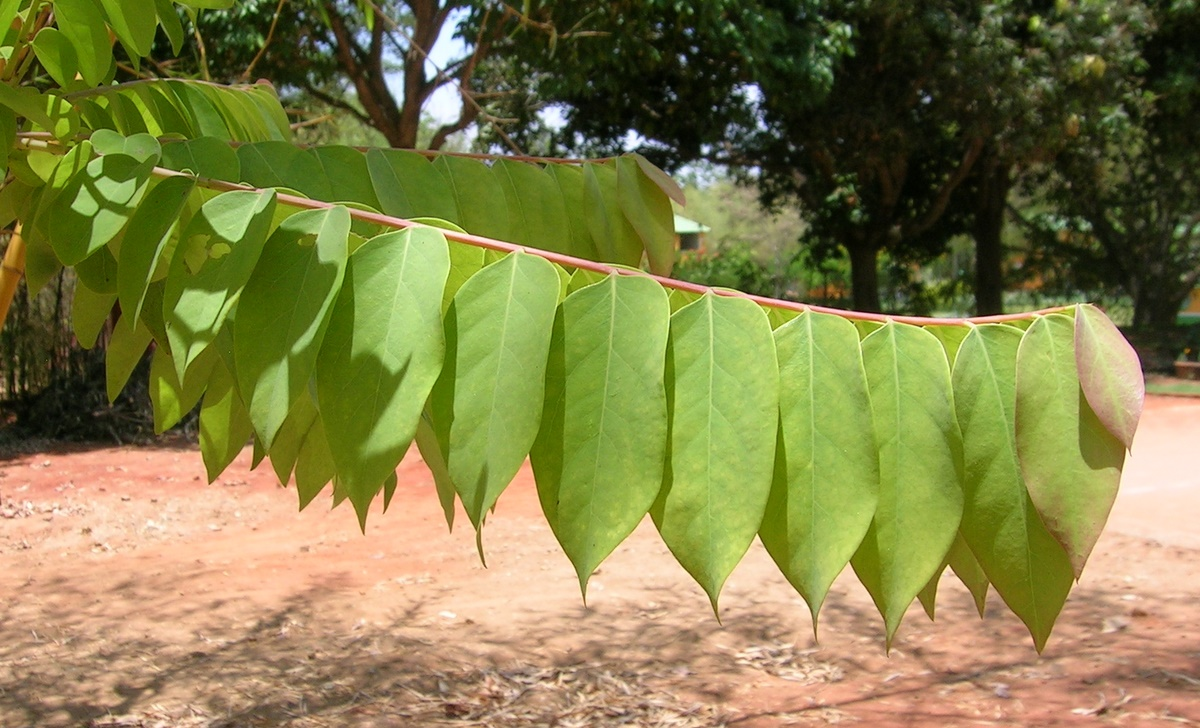
Hojas

Alcanza unos 6 m altura. La copa es densa y espesa. Las hojas son alternas y ovadas o lanceoladas y miden 8 por 4 cm. Presenta inflorescencia en racimos, con panículas de 5 a 12,5 cm de longitud. Las flores son de verdes, blancuzcas, rosadas o rojizas.
Produce numerosos frutos, que son drupas de hasta 1 cm de diámetro cada una, de color amarillo pálido, verdoso o blancuzco, con pulpa cerosa, crujiente, jugosa y muy ácida. Cada fruto tiene una sola semilla.

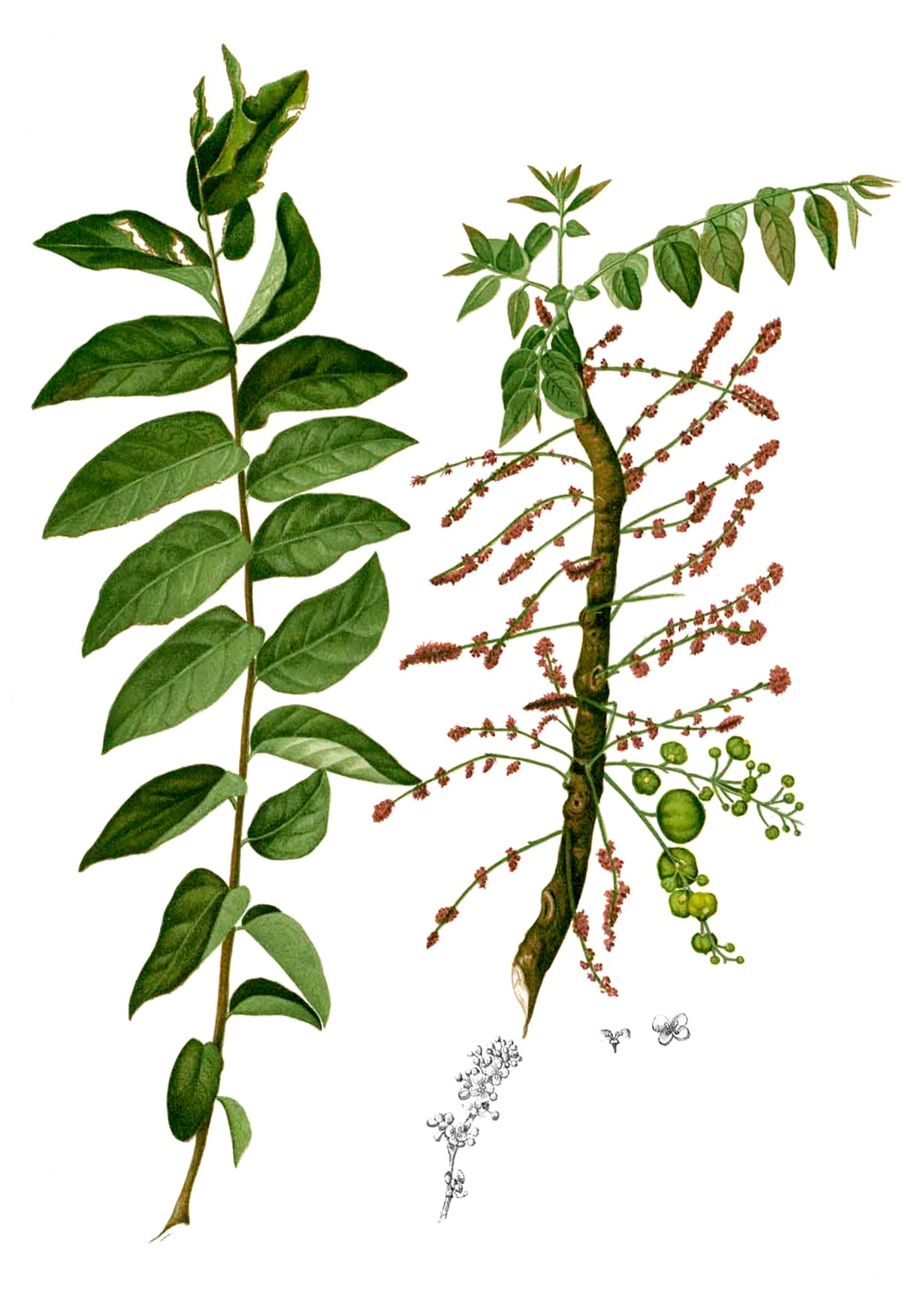
Ilustración

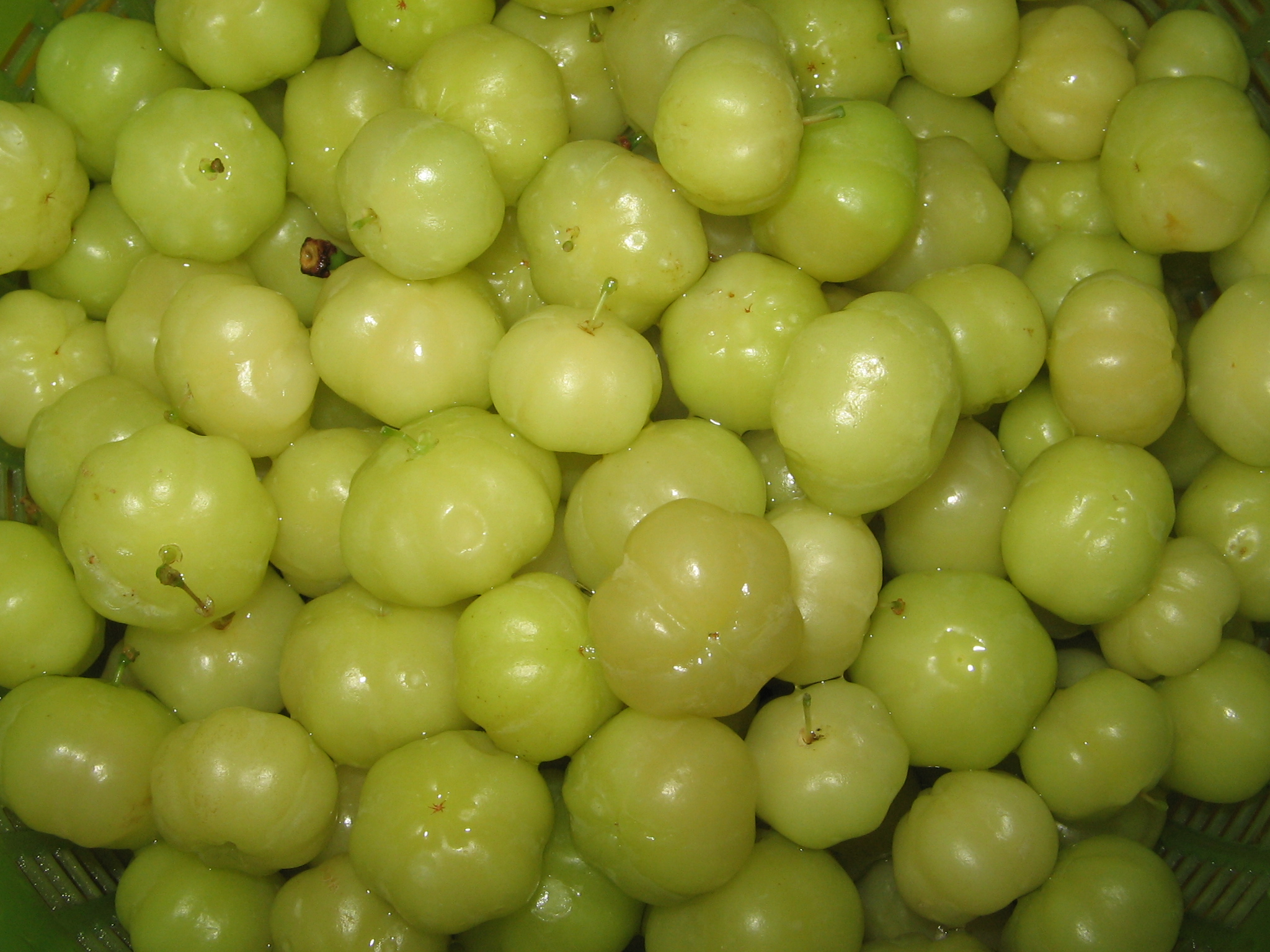
Frutos

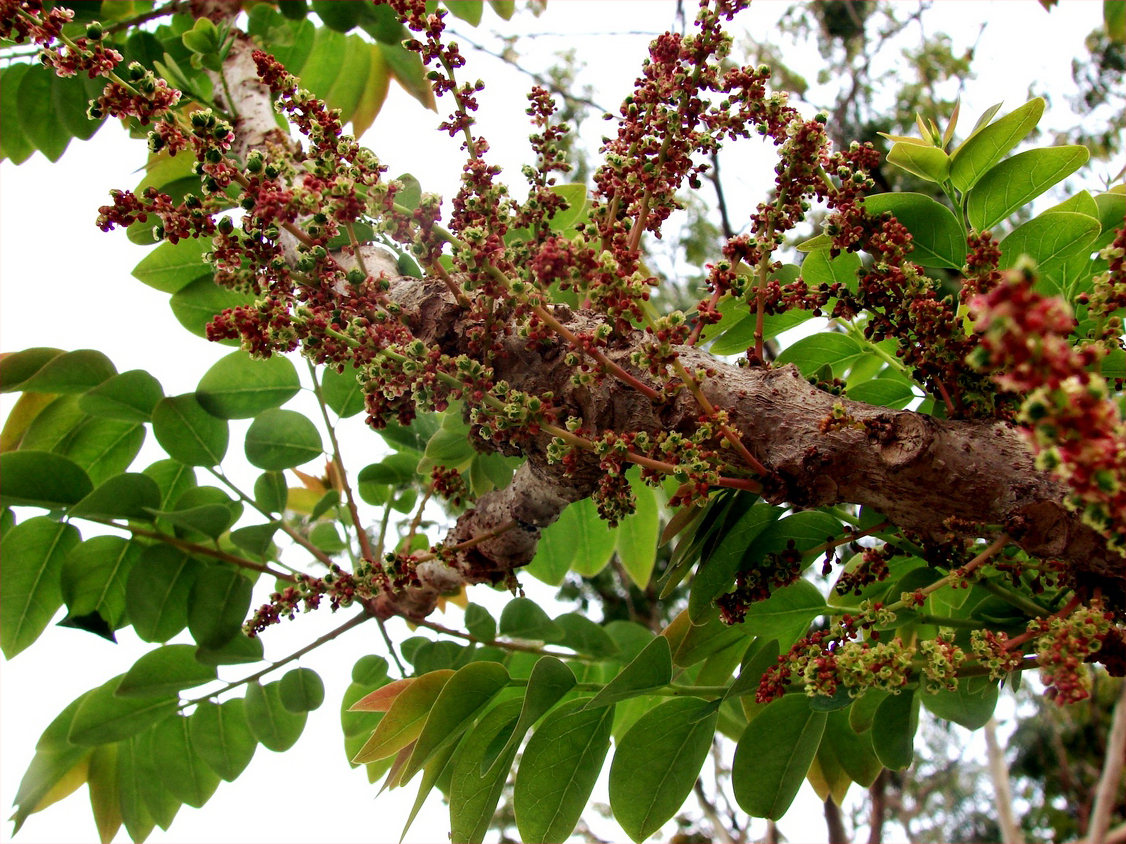
Detalle

## Usos
El fruto es comestible. Se puede consumir fresco cuando aún está verde acompañado con sal (como es costumbre en Colombia, Ecuador, Nicaragua, Madagascar y El Salvador) o acompañado de sal y chile molido como se consume en el sur y sureste de México. El fruto también es utilizado en Latinoamérica para elaborar conservas basadas en alcohol, dulce y vinagre con picante. La planta también es apreciada como ornamental. Ejemplo de sus usos comestibles: En el país de El Salvador se come en cantinas por su sabor ácido acompañado de aguardiente natural o modificada. En las escuelas es una tradición entre los niños comprarlas en pequeñas bolsas que va mesclada con la fruta y jugo de limón, chile picante y salsa de soya. 

### Nutrición
La pulpa del fruto está compuesta en 91,7% de agua; 6,4% de carbohidratos, 0,7% de proteínas; 0,6% de fibras y 0,5% de cenizas. Cada 100 g contienen 23 mg de fósforo; 5 mg de calcio; 0,4 mg de hierro, 0,01 mg de tiamina, 0,05 mg de riboflavina y 8 mg de vitamina C.

## Taxonomía
Phyllanthus acidus fue descrita por (Linnaeus) Skeels y publicado en U.S. Department of Agriculture Bureau of Plant Industry Bulletin 148: 17. 1909.
Sinonimia
- Averrhoa acida L.	basónimo
- Cicca acida (L.) Merr.
- Cicca acidissima Blanco
- Cicca disticha L.
- Cicca nodiflora Lam.
- Cicca racemosa Lour.
- Diasperus acidissimus (Blanco) Kuntze
- Phyllanthus acidissimus (Blanco) Müll.Arg.
- Phyllanthus cicca Müll.Arg.
- Phyllanthus cicca var. bracteosa Müll.Arg.
- Phyllanthus cochinchinensis (Lour.) Müll.Arg.
- Phyllanthus distichus (L.) Müll.Arg.
- Phyllanthus distichus f. nodiflorus (Lam.) Müll.Arg.
- Phyllanthus longifolius Jacq.
- Tricarium cochinchinense Lour.[7][8]

## Nombres comunes
- banquilines de Filipinas, charameis de la India, Guindas (El Salvador), grosella de Cuba.[9]